# 케이시 페어
케이시 유진 페어(영어: Casey Yujin Phair, 2007년 6월 29일~)는 대한민국의 여자 축구 선수로 포지션은 스트라이커이다. 미국계 대한민국인으로 현재 내셔널 위민스 사커 리그의 에인절 시티와 대한민국 여자 축구 국가대표팀에서 활동하고 있다. 주민등록상 한국 이름은 페어케이시유진이다.
16세의 나이에 대한민국 여자 축구 국가대표팀에 소집되며 대한민국 여자 축구 대표팀 최초의 혼혈 선수가 되었고 2023년 7월 25일 대한민국 여자 축구 국가대표팀과 콜롬비아와의 2023년 FIFA 여자 월드컵 H조 1차전에 출전해 FIFA 여자 월드컵에 출전한 역대 최연소 선수가 되었다.

## 어린 시절
2007년 6월 29일 대한민국에서 영어 강사로 근무하던 미국인 아버지와 한국인 어머니 사이에서 태어났다. 태어난 지 얼마 안 되어 가족들과 미국으로 이주했으며 뉴저지주 워런 타운십에서 성장했다.
이후 2022년 뉴저지주 밀번에 위치한 핑그리 스쿨에서 수학하면서 동시에 학교 축구팀 선수로 활동했다. 첫 시즌인 2022년에 14경기에 출전하여 25득점 7도움을 기록하며 구단의 모든 경기에서 득점을 기록했다. 특히 10월 12일 로런스빌 스쿨에 7대 0으로 승리한 경기에서는 5득점 2어시스트를 기록하면서 경기의 모든 득점에 기여했다.
2023년 하반기에 뉴저지주 서머싯군을 연고로 하는 엘리트 클럽 내셔널 리그의 소속팀이자 축구 전문 훈련 기관인 미국 축구 개발 아카데미(PDA)에 입단했다.

## 구단 경력
2023년 FIFA 여자 월드컵 이후 페어는 내셔널 위민스 사커 리그의 NJ/NY 고섬 FC와 캔자스시티 커런트, 에인절 시티 FC에서 훈련을 받았다. 2024년 1월 18일, 페어는 에인절 시티와 3년 계약을 체결하며 에인절 시티에 입단했다. 그녀는 에인절 시티에 입단하면서 에인절 시티 구단 역사상 가장 어린 나이에 구단에 입단한 선수가 되었다.

## 국가대표팀 경력
2022년 3월 미국 U-15 대표팀에 발탁되었으며 3번의 미국 자체 연습 경기에 출전했다. 이후 이듬해인 2023년에 대한민국 U-17 대표팀에 발탁되었으며 그 해 4월 타지키스탄의 히소르에서 열린 2024년 AFC U-17 여자 아시안컵 예선에 참가했다. 타지키스탄 대표팀에 16대 0으로 승리한 경기에서 2득점을, 홍콩 대표팀에 12대 0으로 승리한 경기에서 3득점을 기록했다.
2023년 7월 5일 콜린 벨에 의해 2023년 FIFA 여자 월드컵에 참가하는 대한민국 대표팀에 최연소 선수로 발탁되었다. 이로서 페어는 대한민국 축구 역사상 최초로 국가대표로 발탁된 혼혈 여자 선수가 되었으며 1998년 FIFA 월드컵에 출전했던 장대일에 이어 2번째로 월드컵에 참가한 혼혈 선수가 되었다. 발탁 당시 나이 16세 1개월로 2003년 FIFA 여자 월드컵에서 16세 9개월의 나이로 참가한 박은선을 넘어 20년 만에 최연소 여자 월드컵 참가 기록을 갱신했다.
2023년 7월 25일, 케이시는 대한민국이 콜롬비아에 0대 2로 패배한 2023년 FIFA 여자 월드컵 H조 1차전에 78분 최유리와 교체되어 경기에 출전했다. 페어는 16살 26일의 나이에 월드컵 경기에 출전하면서 나이지리아의 여자 축구 선수인 이페아니 치에지네가 1999년 FIFA 여자 월드컵에서 세운 FIFA 여자 월드컵에 출전한 역대 최연소 선수 기록(16살 34일)을 제치고 FIFA 여자 월드컵에 출전한 역대 최연소 선수가 되었다. 또한 그녀는 보스니아 헤르체고비나의 여자 축구 선수 우나 란키치가 새로 기록을 갱신하기 전까지 성인 여자 축구 국가대표팀에 출전한 역대 최연소 선수가 되었다. 그녀는 대한민국 여자 축구 대표팀의 조별 리그 경기에 모두 출전했고 대한민국 여자 축구 대표팀이 독일 여자 축구 국가대표팀에 1대 1로 비긴 경기에서 처음으로 대표팀 경기에 선발 출전했다.
2023년 10월 26일, 페어는 대한민국 여자 축구 대표팀이 태국 여자 축구 국가대표팀에 10대 1로 승리한 2024년 파리 올림픽 AFC 여자 축구 올림픽 2차 예선 조별리그 B조 1차전에서 대표팀에서의 첫 번째 득점이자 첫 번째 해트트릭을 기록했다. 그녀는 16세 119일의 나이로 지소연 다음으로 여자 축구 대표팀에서 득점을 기록한 역대 두 번째 최연소 여자 축구 선수가 되었고 남녀 성별 불문하고 대한민국 축구 국가대표팀에서 해트트릭을 달성한 역대 최연소 선수가 되었다.

## 경력 통계

### 국가대표팀 득점 기록
- 득점과 결과 항목은 대한민국 여자 축구 국가대표팀의 득점을 먼저 기록했다.

| # | 일시             | 장소           | 상대 국가 | 득점 | 결과 | 경기 형식                    |
| - | ---------------- | -------------- | --------- | ---- | ---- | ---------------------------- |
| 1 | 2023년 10월 30일 | 중화인민공화국 | 태국      | 1-0  | 10-1 | 2024년 하계 올림픽 지역 예선 |
| 2 | 2023년 10월 30일 | 중화인민공화국 | 태국      | 6-0  | 10-1 | 2024년 하계 올림픽 지역 예선 |
| 3 | 2023년 10월 30일 | 중화인민공화국 | 태국      | 7-0  | 10-1 | 2024년 하계 올림픽 지역 예선 |
| 4 | 2024년 2월 24일  | 포르투갈       | 체코      | 2-0  | 2-1  | 친선 경기                    |

## 같이 보기
- 미국 축구 개발 아카데미(영어판)